# Richfield (Minnesota)
Richfield est une ville de l’État du Minnesota aux États-Unis ; elle est située dans le comté de Hennepin, dans la périphérie de l'agglomération Minneapolis-Saint Paul. Elle comptait 35 228 habitants lors du recensement de 2010.
La société de matériel électronique Best Buy a son siège à Richfield.

## Source de la traduction
- (en) Cet article est partiellement ou en totalité issu de l’article de Wikipédia en anglais intitulé « Richfield, Minnesota » (voir la liste des auteurs).